# Meyers (virksomhed)
 For alternative betydninger, se Meyer. (Se også artikler, som begynder med Meyer)
Meyers er en dansk fødevarevirksomhed, der er grundlagt af den danske kok Claus Meyer.  
Claus Meyer har i mere end 30 år arbejdet for at fremme mulighederne og kvaliteterne i den danske madkultur gennem forsknings-, rådgivnings- og formidlingsaktiviteter og entreprenørskab. 
Meyers arbejder ligeledes med at forbedre den danske madkultur og opererer på alle niveauer i værdikæden fra jord til bord og beskæftiger sig primært med restaurations- og kantinedrift, leveret frokost, catering, forædlingsvirksomhed, handel, teambuilding, forskning, formidling, uddannelse og rådgivning.
I marts 2023 blev Meyers købt af det britiske madkonglomerat WSH og blev dermed en selvstændig virksomhed bestående af selskaberne Meyers Group ApS og Meyers A/S og underselskaberne Meyers Contract Catering A/S, Massive Catering A/S og Hahnemanns ApS.  